# SN 2011hf
SN 2011hf – supernowa typu Ia odkryta 17 października 2011 roku w galaktyce A221651-0315. W momencie odkrycia miała maksymalną jasność 17,70m.